# Le Point de mire (film)
Pour les articles homonymes, voir Point de mire (homonymie).
Pour plus de détails, voir Fiche technique et Distribution.
Le Point de mire est un film français réalisé par Jean-Claude Tramont et sorti en 1977. Il s'agit d'une adaptation du roman Le Photographe de Pierre Boulle.

## Synopsis
Michel Gaur, un reporter photographe de renom qui menait une enquête, est retrouvé noyé dans un port de Belgique. Alors que la police conclut à un accident, son épouse Danièle Gaur mène une enquête qui la conduit peu à peu à découvrir un complot visant à assassiner le ministre des affaires étrangères américain, John W. Maxwell. Inconsciente du double jeu de plusieurs personnes, elle devient la victime d'une machination.

## Fiche technique
- Titre : Le Point de mire
- Réalisation : Jean-Claude Tramont
- Scénario : Gérard Brach et Jean-Claude Tramont, d’après le roman Le Photographe de Pierre Boulle
- Dialogues : Gérard Brach
- Photographie : Henri Decae
- Musique : Georges Delerue
- Production : Pierre Grunstein
- Son : Jean Labussière
- Décors : Michel de Broin
- Costumes : Jacqueline Moreau
- Montage : Kenout Peltier
- Pays de production :  France
- Format : 1.65
- Genre : espionnage, drame
- Durée : 93 minutes
- Date de sortie :
  - France : 26 octobre 1977
- Affiche : René Ferracci (France)

## Distribution
- Annie Girardot : Danièle Gaur
- Jacques Dutronc : Julien Mercier
- Jean Bouise : Bob
- Claude Dauphin : Maître Leroy
- Michel Robin : Petit Louis, le clochard
- Philippe Rouleau : John W. Maxwell
- Lucienne Le Marchand : la mère de Danièle
- Christine Laurent : Virginie
- Silvia Badesco : Olga
- Françoise Brion : Mme Yvonne
- Jean-Claude Brialy : Michel Gaur
- Matthias Habich : Bruno Staub
- Jess Hahn : Général Harris
- Jean Lescot : Vannier, un reporter
- Hans Verner : un touriste allemand, ancien combattant
- Alan Adair : le colonel britannique
- Michel Blanc : l’agent de police
- Peter Bonke : un garde du corps
- André Chazel : le colonel français
- Marie-Anne Chazel : la postière
- Jean-Pierre Jore : un garde du corps
- Josiane Lévêque : Paulette, la garde-malade
- Jacques Maury  : l’inspecteur de police belge
- Henri Attal : ?
- Teddy Bilis : ?
- Daniel Kamwa : ?
- Max Vialle : ?
- Fernand Guiot : portier (non crédité)
- Charles Liché : le rabbin (non crédité)
- André Valardy : Mercadier (non crédité)